# She Walks in Beauty
She walks in beauty, like the night

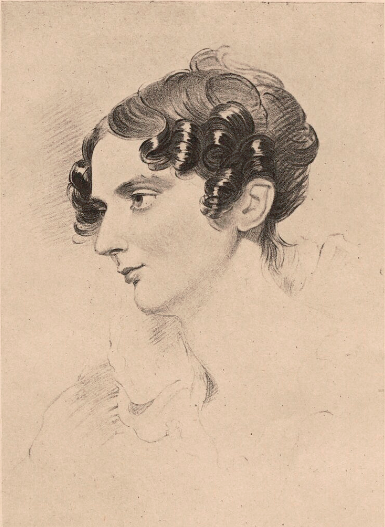
Dikten handlar om Mrs. Anne Beatrix Wilmot.

Of cloudless climes and starry skies;

And all that's best of dark and bright 

Meet in her aspect and her eyes: 

Thus mellow'd to that tender light

Which heaven to gaudy day denies.
She Walks in Beauty är en dikt av Lord Byron, publicerad 1814 och skriven på jambisk tetrameter. Dikten handlar om Mrs. Anne Beatrix Wilmot, hustru till Lord Byrons kusin Robert Wilmot-Horton; Lord Byron hade blivit hänförd av hennes skönhet när de träffades samma år.

## Populärkultur
Suedes låt "Heroine" (från albumet Dog Man Star) inleds med  "She walks in beauty, like the night." Marianne Faithfull utgav år 2021 albumet She Walks in Beauty.